# ريتشارد كاوثورن ستار
ريتشارد كاوثورن ستار (بالإنجليزية: Richard C. Starr)‏ (24 أغسطس 1924 - 3 فبراير 1998) عالم أمريكي مختص في الطحالب .

## روابط خارجية
- Richard C. Starr at the National Academies Press
- Memorial to Richard C. Starr at the University of Texas at Austin